# John Tiltman
John Hessell Tiltman (25 maggio 1894 – 10 agosto 1982) è stato un crittografo britannico.
Dal 1920 ha spesso operato nel settore dello spionaggio, in particolare sui sistemi di crittografia. Lavorò a Bletchley Park, dove i suoi metodi si rivelarono piuttosto efficaci nell'analisi del cifrario tedesco denominato Fish, e fu proprio per consentire una più efficace applicazione di questi metodi che venne progettato e costruito il Colossus, primo elaboratore elettronico programmabile.
| Controllo di autorità | VIAF (EN) 14707130 · ISNI (EN) 0000 0001 1873 289X · LCCN (EN) nr2002034123 · GND (DE) 143960164 |